# 저작권정보센터
저작권정보센터는 저작권에 관한 기술적보호조치 및 권리관리정보에 관한 정책 수립 지원과 저작권 정보 제공을 위한 정보관리 시스템 구축 및 운영을 위하여 설립된 대한민국 문화체육관광부 산하 한국저작권위원회 소속기관이다. 서울특별시 강남구 개포동길619 서울강남우체국 6~7층에 있다.

## 설립 근거
- [3]

## 연혁
- 2009년 7월 23일 한국저작권위원회 내에 저작권정보센터 신설

## 주요 업무
- 저작권의 기술적보호조치 및 권리관리정보에 관한 정책 수립 지원
- 저작권 정보 제공을 위한 정보관리 시스템 구축 및 운영

## 조직

### 저작권정보센터장
- 유통진흥팀
- 정보화정책팀
- 저작권기술팀

## 같이 보기
- 한국저작권단체연합회
  - 저작권보호센터